# Адесанья, Исраэль
Исраэль Моболаджи Темитайо Одунайо Олувафеми Оволаби Адесанья (англ. Israel Mobolaji Temitayo Odunayo Oluwafemi Owolabi Adesanya; род. 22 июля 1989, Лагос, Нигерия) — новозеландский боец ММА и кикбоксер йорубского происхождения.
Имеет вторую по продолжительности серию побед (12) в средней
весовой категории, после Андерсона Сильвы (13). Выступает на профессиональном уровне начиная с 2011 года, известен по участию в турнирах бойцовских организаций UFC, Glory, Kunlun Fight и др.
Двукратный чемпион UFC в среднем весе.
Занимает 4 строчку официального рейтинга UFC в среднем весе. Является контрпанчером, в основном работает вторым номером: его стиль основан на контроле соперника и чувстве дистанции.

## Пей-пер-вью
| №  | Турнир  | Сражавшиеся             | Дата             | Место                 | Город                  | Сборы        |
| -- | ------- | ----------------------- | ---------------- | --------------------- | ---------------------- | ------------ |
| 1  | UFC 234 | Адесанья vs. Сильва     | 10 февраля 2019  | Rod Laver Arena       | Мельбурн, Австралия    | 150 000      |
| 2  | UFC 243 | Уиттакер vs. Адесанья   | 6 октября 2019   | Marvel Stadium        | Мельбурн, Австралия    | Не объявлено |
| 3  | UFC 248 | Адесанья vs. Ромеро     | 7 марта 2020     | T-Mobile Arena        | Лас-Вегас, Невада, США | Не объявлено |
| 4  | UFC 253 | Адесанья vs. Коста      | 26 сентября 2021 | Flash Forum           | Абу-Даби, ОАЭ          | 700 000      |
| 5  | UFC 259 | Блахович vs. Адесанья   | 7 марта 2021     | UFC Apex              | Лас-Вегас, Невада, США | 800 000      |
| 6  | UFC 263 | Адесанья vs. Веттори 2  | 12 июня 2022     | Gila River Arena      | Глиндейл, Аризона, США | 600 0000     |
| 7  | UFC 271 | Адесанья vs. Уиттакер 2 | 12 февраля 2022  | Toyota Center         | Хьюстон, Техас, США    | Не объявлено |
| 8  | UFC 276 | Адесанья vs. Каннонир   | 2 июля 2022      | T-Mobile Arena        | Лас-Вегас, Невада, США | Не объявлено |
| 9  | UFC 281 | Адесанья vs. Перейра    | 12 ноября 2022   | Madison Square Garden | Нью-Йорк, США          | Не объявлено |
| 10 | UFC 287 | Адесанья vs. Перейра 2  | 9 сентября 2023  | Kaseya Arena          | Майями, Флорида, США   | Не объявлено |
| 11 | UFC 293 | Адесанья vs. Стрикленд  | 10 сентября 2023 | Qudos Bank Arena      | Сидней, Австралия      | Не объявлено |
| 12 | UFC 305 | Дю Плесси vs. Адесанья  | 18 августа 2024  | RAC Arena             | Перт, Австралия        |              |

## Биография
Исраэль Адесанья родился 22 июля 1989 года в городе Лагос, Нигерия, йорубского происхождения, но ещё ребёнком переехал на постоянное жительство в Новую Зеландию, поселившись в городе Уонгануи. Заниматься единоборствами начал в возрасте восьми лет, чтобы суметь постоять за себя. В течение трёх лет учился на графического дизайнера, но бросил учёбу, желая стать профессиональным бойцом. В разное время практиковал муай-тай, кикбоксинг, бокс, тхэквондо, бразильское джиу-джитсу. По БЖЖ получил пурпурный пояс из рук мастера Андре Галвана.

### Начало профессиональной карьеры
Выступал одновременно в кикбоксинге, ММА и классическом профессиональном боксе. В 2014 году отметился выступлениями на крупных промоушенах Kunlun Fight и Glory, встретившись с канадцем Саймоном Маркусом и бельгийцем Филипом Верлинденом, но обоим проиграл. Достаточно долго боксировал в кикбоксерских организациях King in the Ring и Glory of Heroes.
В январе 2017 года боксировал за титул чемпиона Glory в среднем весе, но выиграть не смог, единогласным решением судей уступил Джейсону Вильнису. По состоянию на октябрь 2017 года занимал шестое место в мировом рейтинге кикбоксеров по версии CombatPress.com.

### Ultimate Fighting Championship
Имея в ММА 11 побед без единого поражения, Адесанья привлёк к себе внимание крупнейшей бойцовской организации Ultimate Fighting Championship и в декабре 2017 года подписал с ней долгосрочный эксклюзивный контракт.
Впервые вышел в октагон UFC в феврале 2018 года, выиграв техническим нокаутом у австралийца Роба Уилкинсона — при этом заработал бонус за лучшее выступление вечера. В апреле и июле по очкам взял верх над итальянцем Марвином Веттори и американцем Брэдом Таваресом соответственно — вновь был награждён бонусом за лучшее выступление вечера.
В ноябре 2018 одержал яркую победу техническим нокаутом над Дереком Брансоном, тем самым громко заявив о себе.
10 февраля 2019 на турнире UFC 234 единогласным решением судей выиграл у легенды ММА — Андерсона Силвы. После боя, Адесанья эмоционально рассказал, что именно благодаря Андерсону, он принял для себя решение заняться ММА.
В апреле 2019 года единогласным решением судей выиграл у Келвина Гастелума на турнире UFC 236 и тем самым завоевал титул временного чемпиона UFC в среднем весе.
6 октября 2019 на турнире UFC 243 одержал победу нокаутом во втором раунде над Робертом Уиттакером, получив тем самым звание неоспоримого чемпиона в среднем весе. Этот кард побил рекорд UFC по посещаемости.
В марте 2020 году на турнире UFC 248 защитил свой чемпионский пояс, выиграв единогласным решением судей у Йоэля Ромеро.
В сентябре 2020 года на турнире UFC 253 в очередной раз защитил свой чемпионский пояс, одержав победу нокаутом (удары руками) над Паулу Костой.
В марте 2021 года на турнире UFC 259 проиграл Яну Блаховичу в бою за титул чемпиона UFC в полутяжелом весе.
В июне 2021 года на турнире UFC 263 во второй раз одержал победу над Марвином Веттори единогласным решением судей и защитил титул чемпиона UFC в среднем весе.
В феврале 2022 года на турнире UFC 271 победил австралийца Роберта Уиттакера и защитил титул чемпиона UFC в среднем весе. Адесанья защитил свой титул против Джареда Каннонье 2 июля 2022 года на UFC 276. В этом матче Адесанья вышел на ринг в образе рестлера WWE Гробовщика.
В ноябре 2022 года на турнире UFC 281 проиграл техническим нокаутом в 5 раунде Алексу Перейре и утратил титул чемпиона в среднем весе.
В апреле 2023 года на турнире UFC 287 вновь стал чемпионом в среднем весе, одержав победу нокаутом во 2 раунде над Алексом Перейрой.
В сентябре 2023 года на турнире UFC 293 сенсационно проиграл пятому номеру рейтинга среднего веса Шону Стрикленду, который вышел на замену травмировавшемуся Дрикусу дю Плесси.В конце первого раунда Стрикленд едва не нокаутировал Адесанью, в ходе остальных раундов чемпион ничего не смог противопоставить претенденту. Судьи присудили победу Стрикленду единогласным решением.

## Титулы и достижения

### Смешанные единоборства
- Australian Fighting Championship
  - Чемпион AFC в среднем весе.
- Hex Fighting Series Middleweight
  - Чемпион HFS в среднем весе.

### Ultimate Fighting Championship
- - Бывший Чемпион UFC в среднем весе (дважды)
    - Пять успешных защит титула

  - Первый двукратный чемпион UFC в среднем весе
  - Временный чемпион UFC в среднем весе (один раз)
  - Наибольшее количество нокдаунов в бою за титул UFC (4) против Келвина Гастелума
  - Второй по количеству побед в боях за титул в истории среднего веса UFC (8)
  - Второй по количеству нокдаунов в боях за титул UFC (9)
  - «Выступление вечера» (шесть раз) против Роба Уилкинсона, Брэда Тавареса, Дерека Брансона, Роберта Уиттакера, Пауло Косты и Алекса Перейры
  - «Лучший бой вечера» (дважды) против Андерсона Сильвы и Кельвина Гастелума
  - Третий по количеству бонусов после боя в истории дивизиона UFC в среднем весе (8)
  - Совпал с (Андерсоном Силвой) по количеству нокдаунов в истории среднего веса UFC (13)
  - Второй по продолжительности победной серии в истории среднего дивизиона UFC (12)
  - Самое продолжительное среднее время боя в истории среднего дивизиона UFC (17:53)
  - Четвёртый по продолжительности среднего время боя в истории UFC (18:18)
  - Третий по общему времени боя в истории дивизиона UFC в среднем весе (4:46:00)
  - Третий по значимости ударов в истории среднего дивизиона UFC (1163)
  - Шестой по общему количеству нанесенных ударов в истории дивизиона UFC в среднем весе (1348)

### UFC Honors Awards
- - 2019: Победитель в номинации «Бой года» против Кельвина Гастелума и номинант на «Выступление года» против Роберта Уиттакера

- - 2023: Победитель в номинации «Нокаут года» по версии болельщиков против Алекса Перейры и номинант на премию «Выступление года» против Алекса Перейры

### Зал славы UFC
- - 8 февраля 2025 года внесён в зал славы бой на UFC 236 против Келвин Гаслелума

- MMAJunkie.com
  - Лучший бой года (2019) против Келвина Гастелума[11].
  - Лучший боец года (2019)[12].
- MMA Fighting
  - Лучший бой года (2019) против Келвина Гастелума[13].
  - Лучший боец года (2019)[14].

## Статистика в профессиональном ММА
| Боёв 29  | Побед 24 | Поражений 5 |
| -------- | -------- | ----------- |
| Нокаутом | 16       | 2           |
| Сдачей   | 0        | 1           |
| Решением | 8        | 2           |

| Результат | Рекорд | Соперник            | Способ                                       | Турнир                                  | Дата             | Раунд | Время | Место                      | Примечание                                                                     |
| --------- | ------ | ------------------- | -------------------------------------------- | --------------------------------------- | ---------------- | ----- | ----- | -------------------------- | ------------------------------------------------------------------------------ |
| Поражение | 24-5   | Нассурдин Имавов    | KO (удары)                                   | UFC Fight Night: Адесанья vs. Имавов    | 1 февраля 2025   | 2     | 0:30  | Эр-Рияд, Саудовская Аравия |                                                                                |
| Поражение | 24-4   | Дрикус дю Плесси    | Сдача (удушение сзади)                       | UFC 305                                 | 18 августа 2024  | 4     | 3:38  | Перт, Австралия            | Бой за титул чемпиона UFC в среднем весе.                                      |
| Поражение | 24-3   | Шон Стрикленд       | Единогласное решение                         | UFC 293                                 | 9 сентября 2023  | 5     | 5:00  | Сидней, Австралия          | Утратил титул чемпиона UFC в среднем весе.                                     |
| Победа    | 24-2   | Алекс Перейра       | КО (Удары руками)                            | UFC 287                                 | 8 апреля 2023    | 2     | 4:21  | Майами, Флорида, США       | Завоевал титул чемпиона UFC в среднем весе. «Выступление вечера» (6)           |
| Поражение | 23-2   | Алекс Перейра       | ТКО (удары руками)                           | UFC 281                                 | 12 ноября 2022   | 5     | 2:01  | Нью-Йорк, США              | Утратил титул чемпиона UFC в среднем весе.                                     |
| Победа    | 23-1   | Джаред Каннонье     | Единогласное решение                         | UFC 276                                 | 2 июля 2022      | 5     | 5:00  | Лас-Вегас, Невада, США     | Защитил (5) титул чемпиона UFC в среднем весе.                                 |
| Победа    | 22-1   | Роберт Уиттакер     | Единогласное решение                         | UFC 271                                 | 12 февраля 2022  | 5     | 5:00  | Хьюстон, Техас, США        | Защитил (4) титул чемпиона UFC в среднем весе.                                 |
| Победа    | 21-1   | Марвин Веттори      | Единогласное решение                         | UFC 263                                 | 13 июня 2021     | 5     | 5:00  | Глендейл, Аризона, США     | Защитил (3) титул чемпиона UFC в среднем весе.                                 |
| Поражение | 20-1   | Ян Блахович         | Единогласное решение                         | UFC 259                                 | 7 марта 2021     | 5     | 5:00  | Лас-Вегас, Невада, США     | Дебют в полутяжёлом весе. Бой за титул чемпиона UFC в полутяжелом весе.        |
| Победа    | 20-0   | Паулу Коста         | TKO (удары)                                  | UFC 253                                 | 27 сентября 2020 | 2     | 3:59  | Абу-Даби, ОАЭ              | Защитил (2) титул чемпиона UFC в среднем весе. «Выступление вечера» (5)        |
| Победа    | 19-0   | Йоэль Ромеро        | Единогласное решение                         | UFC 248                                 | 7 марта 2020     | 5     | 5:00  | Лас-Вегас, Невада, США     | Защитил (1) титул чемпиона UFC в среднем весе.                                 |
| Победа    | 18-0   | Роберт Уиттакер     | KO (удары руками)                            | UFC 243                                 | 6 октября 2019   | 2     | 3:33  | Мельбурн, Австралия        | Завоевал титул чемпиона UFC в среднем весе. «Выступление вечера» (4)           |
| Победа    | 17-0   | Келвин Гастелум     | Единогласное решение                         | UFC 236                                 | 13 апреля 2019   | 5     | 5:00  | Атланта, Джорджия, США     | Завоевал титул временного чемпиона UFC в среднем весе. «Лучший бой вечера» (2) |
| Победа    | 16-0   | Андерсон Силва      | Единогласное решение                         | UFC 234                                 | 10 февраля 2019  | 3     | 5:00  | Мельбурн, Австралия        | «Лучший бой вечера» (1)                                                        |
| Победа    | 15-0   | Дерек Брансон       | TKO (удары)                                  | UFC 230                                 | 3 ноября 2018    | 1     | 4:51  | Нью-Йорк, Нью-Йорк, США    | «Выступление вечера» (3)                                                       |
| Победа    | 14-0   | Брэд Таварес        | Единогласное решение                         | The Ultimate Fighter 27 Finale          | 6 июля 2018      | 5     | 5:00  | Лас-Вегас, Невада, США     | «Выступление вечера» (2)                                                       |
| Победа    | 13-0   | Марвин Веттори      | Раздельное решение                           | UFC on Fox: Порье vs. Гейджи            | 14 апреля 2018   | 3     | 5:00  | Глендейл, Аризона, США     |                                                                                |
| Победа    | 12-0   | Роб Уилкинсон       | Технический нокаут (удары коленями и руками) | UFC 221                                 | 11 февраля 2018  | 2     | 3:37  | Перт, Австралия            | Дебют в UFC. «Выступление вечера» (1)                                          |
| Победа    | 11-0   | Стюарт Дейр         | KO (ногой в голову)                          | Hex Fighting Series 12                  | 24 ноября 2017   | 1     | 4:53  | Мельбурн, Австралия        | Завоевал вакантный титул чемпиона Hex Fighting Series в среднем весе.          |
| Победа    | 10-0   | Мелвин Гиллард      | TKO (удары)                                  | Australia Fighting Championship 20      | 28 июля 2017     | 1     | 4:49  | Мельбурн, Австралия        | Завоевал титул чемпиона AFC в среднем весе.                                    |
| Победа    | 9-0    | Мурад Курамагомедов | TKO (удары)                                  | Wu Lin Feng: E.P.I.C. 4                 | 28 мая 2016      | 2     | 1:05  | Хэнань, Китай              |                                                                                |
| Победа    | 8-0    | Эндрю Флорес Смит   | TKO (остановка секундантом)                  | Glory of Heroes 2                       | 7 мая 2016       | 1     | 5:00  | Шэньчжэнь, Китай           |                                                                                |
| Победа    | 7-0    | Дибир Загиров       | TKO (удары)                                  | Wu Lin Feng: E.P.I.C. 2                 | 13 марта 2016    | 2     | 2:23  | Хэнань, Китай              |                                                                                |
| Победа    | 6-0    | Владимир Катыхин    | TKO (остановка врачом)                       | Wu Lin Feng: E.P.I.C. 1                 | 13 января 2016   | 2     | N/A   | Хэнань, Китай              |                                                                                |
| Победа    | 5-0    | Геле Кинг           | TKO (удары локтями)                          | Wu Lin Feng 2015: New Zealand vs. China | 19 сентября 2015 | 2     | 3:37  | Окленд, Новая Зеландия     |                                                                                |
| Победа    | 4-0    | Мауи Туигамала      | TKO (удар ногой в корпус)                    | Fair Pay Fighting 1                     | 5 сентября 2015  | 2     | 1:25  | Окленд, Новая Зеландия     |                                                                                |
| Победа    | 3-0    | Сун Кэнань          | TKO (удар ногой в голову)                    | The Legend of Emei 3                    | 8 августа 2015   | 1     | 1:59  | Шахэ, Китай                |                                                                                |
| Победа    | 2-0    | Джон Уэйк           | TKO (удары)                                  | Shuriken MMA: Best of the Best          | 15 июня 2013     | 1     | 4:43  | Окленд, Новая Зеландия     |                                                                                |
| Победа    | 1-0    | Джеймс Гриффитс     | TKO (удары)                                  | Supremacy Fighting Championship 9       | 24 марта 2012    | 1     | 2:09  | Окленд, Новая Зеландия     |                                                                                |